# 藤原清悦
藤原 清悦（ふじわら せいえつ、1943年（昭和18年）5月15日 - 2024年（令和6年）12月11日）は、日本の銀行家。秋田銀行頭取を務めた。

## 来歴・人物
秋田県秋田市出身。慶應義塾大学文学部卒業後、秋田銀行入行。
企画部門を長く担当し、6年あまり頭取を務めた新開卓が、非常勤相談役・秋田経済研究所理事長に勇退したことに伴い、後任として昇格。
2013年（平成25年）には、頭取職を湊屋隆夫に引き継ぎ、相談役に退いた。
2024年12月11日午後9時、心不全のため東京都内の病院で死去。81歳没。

## 略歴
- 秋田県立秋田高等学校卒業。
- 1966年（昭和41年） - 慶應義塾大学文学部卒業後、秋田銀行入行。
  - 以降、大町、東京各支店長等を歴任する。
- 1993年（平成5年） - 取締役東京支店長委嘱。
- 1994年（平成6年） - 取締役東京支店長兼東京事務所長委嘱。
- 1995年（平成7年） - 取締役総合企画部長兼広報室長委嘱。
- 1997年（平成9年） - 常務取締役総合企画部長兼広報室長委嘱
- 1999年（平成11年） - 常務取締役営業本部長委嘱。
- 2001年（平成13年） - 専務取締役。
- 2005年（平成17年） - 副頭取。
- 2007年（平成19年） - 頭取。
- 2012年（平成24年） - 一般財団法人秋田経済研究所理事長、社団法人秋田県経営者協会会長。
- 2013年（平成25年） - 相談役。
- 2024年（令和6年）12月11日 - 死去。